# Église Sainte-Thérence de Sainte-Thérence
L'église Sainte-Thérence est une église catholique située à Sainte-Thérence, en France.

## Localisation
L'église est située dans le département français de l'Allier, sur la commune de Sainte-Thérence.

## Historique
L'édifice est inscrit au titre des monuments historiques en 1935 et classé en 1965.